# Kanton Nantes-1
Kanton Nantes-1 (fr. Canton de Nantes-1) je francouzský kanton v departementu Loire-Atlantique v regionu Pays de la Loire. Tvoří ho pouze část města Nantes.